# Texaco Cup 1972/73
Der Texaco Cup wurde 1972/73 zum 3. Mal ausgespielt. Als Sponsor und Namensgeber des Turniers trat die US-amerikanische Mineralölgesellschaft Texaco auf. Das Turnier für Fußball-Vereinsmannschaften aus England und Schottland wurde unter insgesamt 16 Teilnehmern ausgespielt. Davon waren 9 Vereine dem englischen und sieben dem schottischen Verband unterstehend. Er begann am 12. September 1972 und endete mit dem Finalrückspiel am 7. Mai 1973 an der Carrow Road in Norwich. Im Endspiel trafen die beiden englischen Vereine Ipswich Town und Norwich City aufeinander. Das Finale gewann Ipswich nach Hin- und Rückspiel mit 4:2.

## 1. Runde
Die Hinspiele fanden zwischen dem 12. und 19. September 1972, die Rückspiele am 26. und 27. September 1972 statt.
|                         | Gesamt           |                      | Hinspiel | Rückspiel |
| ----------------------- | ---------------- | -------------------- | -------- | --------- |
| Coventry City           | 3:4              | FC Motherwell        | 3:3      | 0:1       |
| Ipswich Town            | 6:2              | FC St. Johnstone     | 4:2      | 2:0       |
| Wolverhampton Wanderers | 5:1              | FC Kilmarnock        | 5:1      | 0:0       |
| Ayr United              | 0:2              | Newcastle United     | 0:0      | 0:2       |
| FC Dundee               | 2:3              | Norwich City         | 2:1      | 0:2       |
| Heart of Midlothian     | 2:0              | Crystal Palace       | 1:0      | 1:0       |
| Leicester City          | 3:3 (Sieg i. E.) | Dundee United        | 1:1      | 2:2       |
| Sheffield United        | 1:2              | West Bromwich Albion | 1:1      | 0:1       |

## Viertelfinale
Die Hinspiele fanden zwischen dem 16. und 25. Oktober 1972, die Rückspiele am 7. und 8. November 1972 statt.
|                      | Gesamt           |                         | Hinspiel | Rückspiel |
| -------------------- | ---------------- | ----------------------- | -------- | --------- |
| Heart of Midlothian  | 2:4              | FC Motherwell           | 0:0      | 2:4       |
| Ipswich Town         | 3:1              | Wolverhampton Wanderers | 2:1      | 1:0       |
| Leicester City       | 2:2 (Sieg i. E.) | Norwich City            | 2:0      | 0:2       |
| West Bromwich Albion | 3:4              | Newcastle United        | 2:1      | 1:3       |

## Halbfinale
Die Hinspiele fanden am 14. März 1973, die Rückspiele am 21. März und 10. April 1973 statt.
|                  | Gesamt |               | Hinspiel | Rückspiel |
| ---------------- | ------ | ------------- | -------- | --------- |
| Newcastle United | 1:2    | Ipswich Town  | 1:1      | 0:1       |
| Norwich City     | 4:3    | FC Motherwell | 2:0      | 2:3       |

## Finale

### Hinspiel
| Ipswich Town                          | Ipswich Town | Norwich City | Norwich City |
| ------------------------------------- | --- | --- | ------------ |
| Ipswich Town                          | \| 4. Mai 1973 in Ipswich (Portman Road) \| \| Ergebnis: 2:1 (1:0) \| \| Zuschauer: 29.698 \|                                                                                        | \| 4. Mai 1973 in Ipswich (Portman Road) \| \| Ergebnis: 2:1 (1:0) \| \| Zuschauer: 29.698 \| | Norwich City |
| Ipswich Town                          | David Best – Mick Mills, Colin Harper, Peter Morris, Allan Hunter, Kevin Beattie, Bryan Hamilton, Ian Collard, David Johnson, Trevor Whymark, Mick Lambert Cheftrainer: Bobby Robson | Kevin Keelan – Clive Payne, Alan Black, Dave Stringer, Duncan Forbes, Max Briggs, Doug Livermore, Trevor Howard (??. Paul Cheesley), David Cross, Graham Paddon, Ian Mellor Cheftrainer: Ron Saunders | Norwich City |
| Ipswich Town                          | 1:0 Peter Morris 2:0 Peter Morris | 2:1 Clive Payne | Norwich City |
| 4. Mai 1973 in Ipswich (Portman Road) | | |              |
| Ergebnis: 2:1 (1:0)                   | | |              |
| Zuschauer: 29.698                     | | |              |

### Rückspiel
| Norwich City                         | Norwich City | Ipswich Town | Ipswich Town |
| ------------------------------------ | --- | --- | ------------ |
| Norwich City                         | \| 7. Mai 1973 in Norwich (Carrow Road) \| \| Ergebnis: 1:2 (0:1) \| \| Zuschauer: 35.798 \| | \| 7. Mai 1973 in Norwich (Carrow Road) \| \| Ergebnis: 1:2 (0:1) \| \| Zuschauer: 35.798 \| | Ipswich Town |
| Norwich City                         | Kevin Keelan – Clive Payne, Alan Black, Dave Stringer, Duncan Forbes, Max Briggs, Doug Livermore, Jim Blair, David Cross, Terry Anderson (57. Paul Cheesley), Ian Mellor Cheftrainer: Ron Saunders | David Best – Mick Mills, Colin Harper, Peter Morris, Allan Hunter, Kevin Beattie, Bryan Hamilton, Ian Collard, Clive Woods, Trevor Whymark, Mick Lambert (??. Frank Clarke) Cheftrainer: Bobby Robson | Ipswich Town |
| Norwich City                         | 1:2 David Cross | 0:1 Trevor Whymark (7.) 0:2 Clive Woods (58.) | Ipswich Town |
| 7. Mai 1973 in Norwich (Carrow Road) | | |              |
| Ergebnis: 1:2 (0:1)                  | | |              |
| Zuschauer: 35.798                    | | |              |